# Демоскоп Weekly
«Демоскоп Weekly» — російське щотижневе інтернет-видання, присвячене демографії. Публікує інформаційні аналітичні матеріали, що стосуються демографічної ситуації, смертності, народжуваності, міграції, здоров'я, сім'ї, зайнятості, рівня та способу життя населення в Росії та усьому світі.
Журнал видається Інститутом демографії Національного дослідницького університету «Вища школа економіки» (Москва) з 2001 року.
Засновник — Анатолій Вишневський, який був головним редактором видання до своєї смерті у 2021 році. Після нього головним редактором журналу став Микита Мкртчян.
На сайті розміщені тексти офіційних документів Росії та інших країн, що стосуються питань демографії, книжок та статей на цю тему. Тут є також тексти щорічних демографічних доповідей «Населення Росії».
Проєкт містить посилання на демографічні ресурси в Інтернеті, статистичні дані стосовно населення різних країн світу, результати переписів населення Російської імперії, СРСР та сучасної Росії.